# شچیوکینو
شهر شچیوکینو (به روسی: Щёкино) در کشور روسیه و در اوبلاست تولا واقع شده‌است.